# Caterham 7 CSR
Caterham CSR – samochód sportowy produkowany przez Caterham Cars. Jest to najbardziej zmodyfikowany Caterham, wciąż jednak zachowuje wygląd Lotusa Super Seven. CSR dostępny jest z dwoma silnikami Ford Duratec, poprzez modyfikacje różnią się one osiąganą mocą. Podstawowa jednostka generuje moc 203 KM, samochód wyposażony w nią przyspiesza od 0 do 60 mph (0-97 km/h) w 3,7 s. Wzmocniony silnik osiąga moc 264 KM, dzięki temu może osiągnąć prędkość maksymalną równą 249 km/h, czas przyspieszenia 0-60 mph wynosi według danych producenta 3,1 s.

## Prowadzenie i hamowanie
Chociaż CSR jest nieznacznie cięższy od innych modeli Caterhama, wciąż spełnia filozofię Colina Chapmana "dodać lekkości.". Ważąc tylko 575 kg, CSR charakteryzuje się bardzo dobrymi właściwościami jezdnymi. Na placu testowym Caterham uzyskał wyniki lepsze od wielu supersamochodów. Osiągnięte przeciążenie 1,05 G jest wyższe od 0,94 G osiągniętego przez Porsche 997 Turbo, 1,03 G Ferrari F50 czy 1,01 G Ferrari Enzo.
W testach hamowania CSR osiągnął równie dobre rezultaty. Wyhamowanie z prędkości około 110 km/h do całkowitego zatrzymania odbyło się na dystansie 43 metrów. Dla porównania, przeciętny samochód potrzebuje na taki sam manewr prawie 97 metrów, bolidy Formuły 1 potrafią zatrzymać się na dystansie 17 metrów (ze 100 km/h). Porsche 997 Turbo na wyhamowanie z około 100 km/h  potrzebowało nieco ponad 30 metrów, Ferrari F50 na wytracenie prędkości ok. 100 km/h wymagało niecałych 36 metrów.

## Przyspieszenie
CSR osiąga bardzo dobre czasy przyspieszenia przy niskich prędkościach, spowodowane jest to korzystnym stosunkiem mocy generowanej przez silnik do masy pojazdu, wynosi on 416 KM na tonę (wersja 260). Według danych producenta, wersja 260 przyspiesza od 0 do 60 mil na godzinę w czasie 3,1 s, jednak podczas testów redaktorzy magazynu Car and Driver osiągnęli czas 3,6 s. Rozbieżność ta spowodowana jest relatywnie zbliżonymi do siebie przełożeniami skrzyni biegów oraz ogranicznikiem obrotów silnika. CSR który był testowany przez redaktorów nie mógł rozpędzić się do 60 mil na godzinę na pierwszym biegu, wrzucenie drugiego biegu zajęło dodatkowe 0,5 s. Redakcja Car and Driver wyjaśnia:

Samochód jest i tak niesamowicie szybki osiągając 60 mph w 3,6 s... Caterham umieścił ogranicznik obrotów w niewłaściwym miejscu (7700 obr./min) - 300 obr./min przed granicą maksymalnych obrotów silnika. Przy 7700 obr./min CSR jedzie z prędkością 58 mil na godzinę, musieliśmy więc zmienić bieg co zajmuje cenny czas (...) Z poprawnie ustawionym odcięciem dopływu paliwa, przy 8000 obr./min, samochód mógłby osiągnąć 60 mil na godzinę w mniej więcej trzy sekundy.

Dla porównania Porsche 997 Turbo, który waży ponad dwa razy więcej niż CSR i charakteryzuje się stosunkiem mocy do masy równym 273 KM na tonę, przyspiesza od 0 do 60 mph w czasie 3,4 s.

## Problemy przy wyższych prędkościach
CSR, podobnie jak inne modele Caterhama, charakteryzuje się gorszymi osiągami przy wyższych prędkościach, zarówno w odniesieniu to przyspieszenia i prowadzenia. Problem ten spowodowany jest słabą aerodynamiką nadwozia. Oprócz wysokiego współczynnika oporu powietrza wynoszącego 0,7, niekorzystnie na prowadzenie wpływa również siła nośna.

## Silnik Cosworth
260-konny zmodyfikowany przez Coswortha silnik znacząco różni się od pierwowzoru, 2,3-litrowego Durateca. Wzmocnione zostały: głowice cylindrów, blok silnika, wał korbowy, korbowody oraz tłoki. Cosworth dodał również do oprzyrządowania suchą miskę olejową. Chociaż taki układ potrzebuje więcej oleju, przy pokonywaniu zakrętów silnik jest smarowany lepiej niż poprzez mokrą miskę olejową. Cosworth poprawił również wałki rozrządu ("ostre wałki") oraz układ wydechowy. Silnik pracuje z tego powodu trochę nierówno przy niskich obrotach, poprawiają się jednak jego osiągi.
203-konna wersja także używa bloku silnika Duratec, nie została jednak poddana tak poważnym modyfikacjom jak wariant mocniejszy.